# Umrika
Pour plus de détails, voir Fiche technique et Distribution.
Umrika est une comédie dramatique indienne, réalisée par Prashant Nair (en), sortie en 2015.

## Synopsis
Udai (Prateik Babbar) quitte son village pour les États-Unis. Après la mort de son père, le frère cadet d’Udai, Ramakant (Suraj Sharma), se rend compte que les lettres que sa famille a reçues d’Udai sont des faux faits par son père et son oncle, et il apprend qu’Udai a disparu après avoir atteint le port de Bombay. Il se lance dans une expédition pour retrouver son frère.

## Fiche technique
Sauf indication contraire, les informations mentionnées dans cette section peuvent être confirmées par la base de données cinématographiques IMDb,  présente dans la section « Liens externes ».
- Titre français : Umrika
- Réalisation : Prashant Nair (en)
- Scénario : Prashant Nair (en)
- Photographie : Petra Korner
- Montage : Xavier Box, Patricia Rommel
- Musique : Dustin O'Halloran
- Décors : Rakesh Yadav
- Costumes : Nyla Masood
- Production : Swati Shetty, Manish Mundra
- Sociétés de production : Drishyam Films, Samosa Stories
- Sociétés de distribution : ARP Sélection (France)
- Pays d'origine :  Inde
- Langue : Hindi
- Format : Couleurs - 2,35:1 - DTS / Dolby Digital / SDDS - 16 mm
- Genre : Comédie, drame
- Durée : 98 minutes (1 h 38)
- Dates de sortie en salles :
  -  États-Unis : 24 janvier 2015 (Festival du film de Sundance)
  -  France : 29 juillet 2015
  -  Canada : 30 septembre 2015 (Festival international du film de Vancouver), 9 octobre 2015 (Festival international du film des Hamptons)

## Distribution
- Suraj Sharma : Ramakant
- Tony Revolori : Lalu
- Prateik Babbar : Udai
- Smita Tambe : la mère de Ramakant
- Pramod Pathak : le père de Ramakant
- Adil Hussain : l'agent de l'immigration
- Rajesh Tailang : le facteur
- Amit Sial : Rajan

## Autour du film

### Réception
Le film a été présenté pour la première fois le 24 janvier 2015 aux États-Unis, au Festival du film de Sundance.
En regard du box-office, Urmika a reçu des critiques positives. Le film est noté à 83 % sur le site Rotten Tomatoes, regroupant 6 critiques et est évalué à 3,3/5 pour 14 critiques de presse sur le site d'Allociné.
Le critique de La Croix, Arnaud Schwartz a écrit : 

« "Umrika" ne manque pas d'intérêt dans les sujets qu'il aborde - comme l'idée de se conformer aux rêves des autres - mais témoigne, dans sa construction narrative et ses choix de mise en scène, d'une dommageable acculturation. »

— Arnaud Schwartz, La Croix, 29 juillet 2015.
Le critique du Le Parisien,  Hubert Lizé a écrit : 

« Ce film sensible, généreux et bourré de charme traite avec subtilité des rêves d'évasion et de la fascination qu'exercent l'Amérique et les cultures occidentales sur des peuples privés d'opulence. »

— Hubert Lizé, Le Parisien, 29 juillet 2015.

## Récompense
- Prix du public au Festival de Sundance 2015